# Lespielle
Lespielle – miejscowość i gmina we Francji, w regionie Nowa Akwitania, w departamencie Pireneje Atlantyckie.
Według danych na rok 1990 gminę zamieszkiwały 152 osoby, a gęstość zaludnienia wynosiła 21 osób/km² (wśród 2290 gmin Akwitanii Lespielle plasuje się na 1024. miejscu pod względem liczby ludności, natomiast pod względem powierzchni na miejscu 1264.).